# Grizzly Bear (Band)

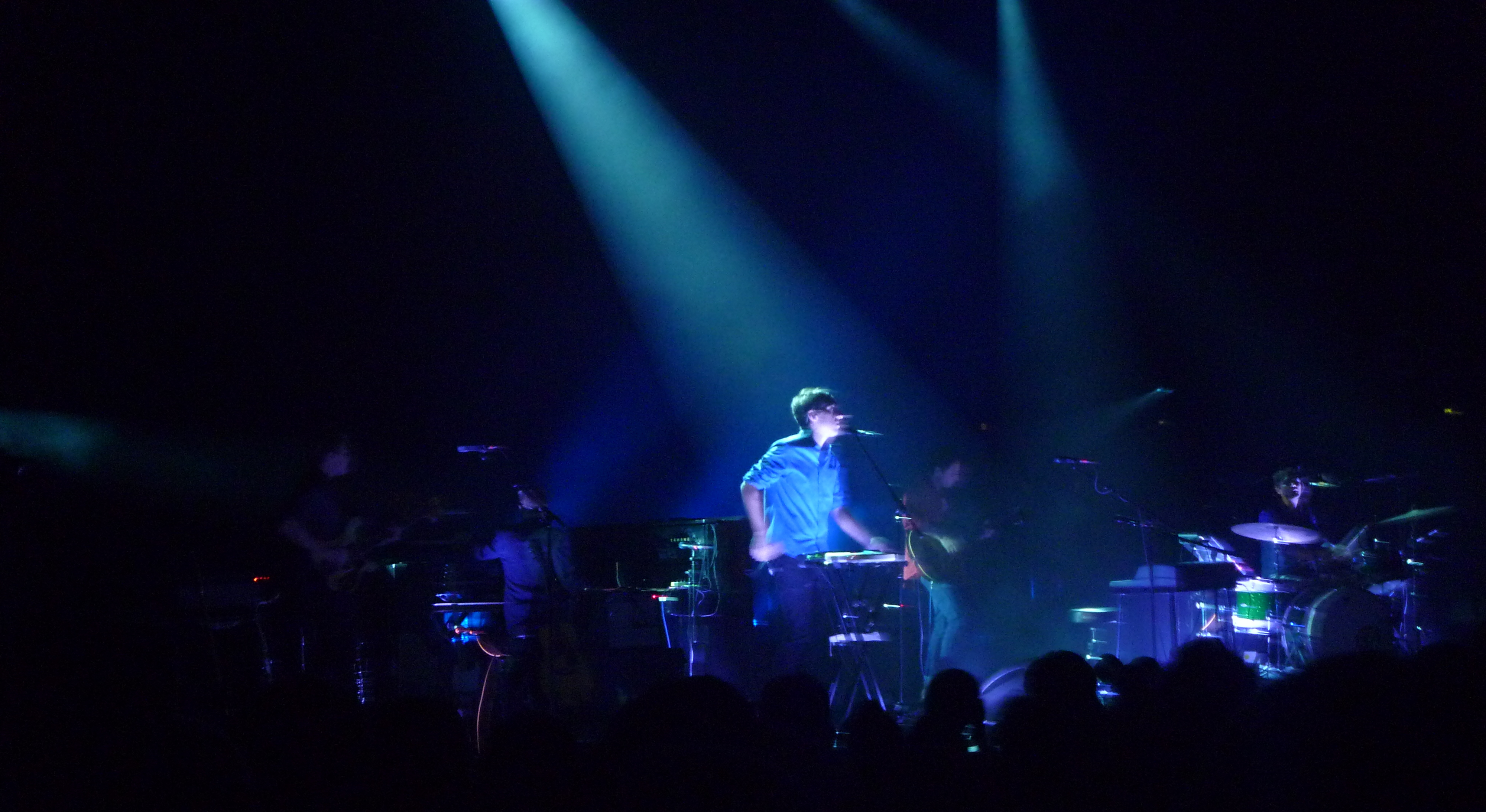
Grizzly Bear in der Brixton Academy (2012)

Grizzly Bear ist eine US-amerikanische Indie-Rock-Band aus dem New Yorker Stadtbezirk Brooklyn. Die Band verbindet traditionelle und elektronische Instrumente und wird häufig dem Psychedelic Folk bzw. dem Folk-Rock zugeordnet. Ihr Sound wird von akustischen Gitarren und Harmoniegesang dominiert.

## Geschichte
Sänger und Songwriter Ed Droste gründete Grizzly Bear als Soloprojekt, nachdem er 1999 von Boston nach New York gezogen war. Gemeinsam mit Schlagzeuger Christopher Bear nahm er 2004 das Debütalbum Horn of Plenty auf. Nachdem das Line-up mit Bassist Chris Taylor und Gitarrist Daniel Rossen vollständig war, nahm das britische Label Warp Records die Band unter Vertrag und veröffentlichte 2006 das zweite Album Yellow House. Danach verstärkte Grizzly Bear die Tour-Aktivitäten und spielte u. a. mit Radiohead und TV on the Radio. 2007 erschien die EP Friend. 2008 spielten sie gemeinsam mit Paul Simon in der Brooklyn Academy of Music und kollaborierten mit dem Los Angeles Philharmonic Orchestra.
Den kommerziellen Durchbruch erreichte die Band im Sommer 2009 mit der Veröffentlichung des Albums Veckatimest, das bis auf Platz 8 der US-Albumcharts stieg und sich auch in den Albumcharts verschiedener europäischer Länder platzieren konnte.
Grizzly Bear steuerten einige ihrer Stücke dem Soundtrack des 2010 erschienenen Films Blue Valentine bei.
Im Jahr 2020 verkündete Droste seinen Ausstieg aus der Band, um eine Ausbildung zum Therapeuten auszuüben.

## Diskografie
Studioalben
- Horn of Plenty (2004)
- Yellow House (2006)
- Veckatimest (2009)
- Shields (2012)
- Painted Ruins (2017)[4]

EPs
- Sorry for the Delay (2006)
- Friend (2007)
- Shields: B-sides (2013)

Singles
- On a Neck, on a Spit (2006)
- Knife (2007)
- Live on KCRW (2009)
- Two Weeks (2009, UK: Silber)
- While You Wait for the Others (2009)
- Sleeping Ute (2012)
- Yet Again (2012)